# 報道LIVE あさチャン!サタデー
『報道LIVE あさチャン!サタデー』（ほうどうらいぶ あさチャン!さたでー）は、TBS系列で2014年（平成26年）4月5日から2017年（平成29年）3月25日まで毎週土曜朝に生放送されていた朝の情報番組・報道番組である。

## 概要
2014年3月31日から平日朝の帯番組として放送中の情報ワイド番組『あさチャン!』の土曜版（姉妹番組）。12年間続いた『（みのもんたの）サタデーずばッと』に替わって開始した。『あさチャン!』でメインキャスターを務めていた夏目三久は本番組には登場しなかった。
番組内容は『サタずば』のコンセプトをそのまま継承し、与野党の国会議員による討論や、年金・税金・消費税・医療などの国民生活問題といった、身近な政策課題などを分かりやすく伝えていた。
平日の『あさチャン!』は情報制作局が制作していたが、本番組は『サタずば』からの流れで報道局が制作していた。TBSホームページや電子番組ガイドなどの番組表では「報道LIVE」が省略されていることが多々あった。
2016年4月23日より、土曜7:00 - 7:30にネットワークセールス枠の新アニメ『カミワザ・ワンダ』開始 に伴い、4月2日から本番組の枠切りが変更された。
2017年3月25日を以て放送を終了、後番組は『上田晋也のサタデージャーナル』（5:30 - 6:15）となる。これに伴い、『サタデーすばッと』から通算15年間続いたJNNニュース内包番組扱いの歴史に一旦幕を閉じた。さらに、本番組の終了に伴い土曜早朝の生情報番組が一時空白となったが、2019年から本番組末期と同じ放送枠（5:30 - 7:00）で『まるっと!サタデー』が開始 され、土曜早朝の生情報番組が2年ぶりに復活した。一方で2014年度から続いている『あさチャン!』も『報道LIVE あさチャン!サタデー』の終了から3年9か月後に幕を閉じた。

## 出演者
- 表記が無い人物は、出演時点でTBSアナウンサー。

### 最終回時点
総合司会（メインキャスター）
- 佐古忠彦（TBS報道局）
- 林みなほ：2016年4月2日より担当。

アシスタントキャスター（サブキャスター）
- 杉山真也

お天気キャスター
- 元井美貴（気象予報士）

コメンテーター
- 吉永みち子（作家）
- 古賀攻（隔週：毎日新聞編成編集局次長）
- 田崎史郎（隔週：時事通信社解説委員）
  - 吉永と田崎は前番組『サタデーずばッと』から引き続き出演。

その他『サタずば』と同様、国会議員が毎週2名 - 3名出演していた。2015年10月以降は、国会議員が出演しない週に限りタレント1名が出演していた。　　

### 出演者に関する備考
- 林・杉山・元井は第2部冒頭（6:00 - 6:15）[注釈 2] の『JNN NEWS』も担当する。
- 佐古は『サタずば』から続投となったほか、2014年10月以降は平日夕方の『Nスタ ニューズアイ』と掛け持ちで担当していた（なお、同番組は当番組同様2017年3月末に放送終了している）。元井は日曜朝の『JNN NEWS』から異動（前任の小林豊と担当曜日を交換）。
- 2015年度までの本番組では5時台、6時台、7時台に各1回ずつ天気予報のコーナーが設けられていたが、5時台（5:50過ぎ）と7時台（7:25過ぎ）は元井とメインキャスター（久保田）の2人で進行していた。なお、5時台のものついては、2015年3月からは『元井美貴のおきぬけ天気』というタイトルがついていた。

### 過去
- 小倉弘子：2014年4月5日 - 2015年3月28日、メインキャスター（『JNN NEWS』も担当）。
- 高畑百合子：2015年4月4日 - 9月26日、サブキャスター
- 久保田智子（TBS報道局経済部[注釈 3]）：2014年4月5日 - 2016年3月26日。2014年度は特集キャスター、2015年度はメインキャスター（『JNN NEWS』も担当）。

## ネット局と放送時間
- 前番組『サタデーずばッと』と同様に、排他協定が発動する『JNN NEWS』全国枠を除き、全編ローカルセールス枠のため、TBSテレビ以外の通常時第1部（5:30 - 6:00）[注釈 4] または第2部（6:00 - 7:00）[注釈 5] が○の局でも編成の都合により臨時に第1部を×、（通常時第1部が○の局のみ）または第2部を△に変更する場合がある一方、通常時第1部が×または第2部が△の局でも非常事態等発生により『JNN報道特別番組』が組まれた場合は、第1部、第2部何れも臨時に○に変更する場合があった[注釈 6]。また、上記以外でも上記と同様の措置を取る形で両パートを臨時に○に変更する場合もあった。
- TBS系列全局で一部または全部がネットされている番組ではあるが、以下では最終回時点でのネット状況を示す。
- ネット状況について
  - ○印：フルネット（第2部について、冒頭の「JNN NEWS」を本番組内包ではなく、単独番組扱いでネットする局を含む）
  - △印：6:00飛び乗りネット[注釈 7]（第2部冒頭の「JNN NEWS」（6:00 - 6:15[注釈 8]）のみ、単独番組扱いでネット）
  - ×印：非ネット

| 放送対象地域  | 放送局                    | 系列    | ネット状況 放送時間（JST）           | ネット状況 放送時間（JST）           | 放送期間                     | 備考・脚注 |
| 放送対象地域  | 放送局                    | 系列    | 第1部 土曜 5:45 - 6:45 ↓ 5:30 - 6:00 | 第2部 土曜 6:45 - 7:30 ↓ 6:00 - 7:00 | 放送期間                     | 備考・脚注 |
| ------------- | ------------------------- | ------- | ------------------------------------ | ------------------------------------ | ---------------------------- | --- |
| 関東広域圏    | TBSテレビ（TBS）          | TBS系列 | ○                                    | ○                                    | 2014年4月5日 - 2017年3月25日 | 【制作局】 |
| 北海道        | 北海道放送（HBC）         | TBS系列 | ○                                    | ○                                    | 2014年4月5日 - 2017年3月25日 | |
| 富山県        | チューリップテレビ（TUT） | TBS系列 | ○                                    | ○                                    | 2014年4月5日 - 2017年3月25日 | |
| 中京広域圏    | CBCテレビ（CBC）          | TBS系列 | ○                                    | ○                                    | 2014年4月5日 - 2017年3月25日 | |
| 鳥取県 島根県 | 山陰放送（BSS）           | TBS系列 | ○                                    | ○                                    | 2014年4月5日 - 2017年3月25日 | |
| 岡山県 香川県 | 山陽放送（RSK）           | TBS系列 | ○                                    | ○                                    | 2014年4月5日 - 2017年3月25日 | |
| 広島県        | 中国放送（RCC）           | TBS系列 | ○                                    | ○                                    | 2014年4月5日 - 2017年3月25日 | |
| 山口県        | テレビ山口（tys）         | TBS系列 | ○                                    | ○                                    | 2014年4月5日 - 2017年3月25日 | |
| 高知県        | テレビ高知（KUTV）        | TBS系列 | ○                                    | ○                                    | 2014年4月5日 - 2017年3月25日 | |
| 福岡県        | RKB毎日放送（rkb）        | TBS系列 | ○                                    | ○                                    | 2014年4月5日 - 2017年3月25日 | |
| 熊本県        | 熊本放送（RKK）           | TBS系列 | ○                                    | ○                                    | 2014年4月5日 - 2017年3月25日 | |
| 大分県        | 大分放送（OBS）           | TBS系列 | ○                                    | ○                                    | 2014年4月5日 - 2017年3月25日 | |
| 鹿児島県      | 南日本放送（MBC）         | TBS系列 | ○                                    | ○                                    | 2014年4月5日 - 2017年3月25日 | |
| 青森県        | 青森テレビ（ATV）         | TBS系列 | ×                                    | ○                                    | 2014年4月5日 - 2017年3月25日 | 第2部の『JNN NEWS』は本番組内包扱いで放送 2014年7月26日までは第1部、第2部は何れも○。 2015年度までの第1部は△ （「JNN NEWS」のみ単独番組扱いでネット）であった。          |
| 岩手県        | IBC岩手放送（IBC）        | TBS系列 | ×                                    | ○                                    | 2014年4月5日 - 2017年3月25日 | 2015年度までの第1部は△ （「JNN NEWS」のみ、単独番組扱いでネット）であった。                                                                                             |
| 宮城県        | 東北放送（TBC）           | TBS系列 | ×                                    | ○                                    | 2014年4月5日 - 2017年3月25日 | 2015年度までの第1部は△ （「JNN NEWS」のみ、単独番組扱いでネット）であった。                                                                                             |
| 福島県        | テレビユー福島（TUF）     | TBS系列 | ×                                    | ○                                    | 2014年4月5日 - 2017年3月25日 | 2015年度までの第1部は△ （「JNN NEWS」のみ、単独番組扱いでネット）であった。                                                                                             |
| 山梨県        | テレビ山梨（UTY）         | TBS系列 | ×                                    | ○                                    | 2014年4月5日 - 2017年3月25日 | 2015年度までの第1部は△ （「JNN NEWS」のみ、単独番組扱いでネット）であった。                                                                                             |
| 静岡県        | 静岡放送（SBS）           | TBS系列 | ×                                    | ○                                    | 2014年4月5日 - 2017年3月25日 | 2015年度までの第1部は△ （「JNN NEWS」のみ、単独番組扱いでネット）であった。                                                                                             |
| 石川県        | 北陸放送（MRO）           | TBS系列 | ×                                    | ○                                    | 2014年4月5日 - 2017年3月25日 | 2015年度までの第1部は△ （「JNN NEWS」のみ、単独番組扱いでネット）であった。                                                                                             |
| 近畿広域圏    | 毎日放送（MBS）           | TBS系列 | ×                                    | ○                                    | 2014年4月5日 - 2017年3月25日 | 第1部は番組開始から2017年3月18日までは○（同日をもって番販ネット打ち切り）。                                                                                             |
| 愛媛県        | あいテレビ（itv）         | TBS系列 | ×                                    | ○                                    | 2014年4月5日 - 2017年3月25日 | 2015年度までの第1部は△ （「JNN NEWS」のみ、単独番組扱いでネット）であった。                                                                                             |
| 宮崎県        | 宮崎放送（mrt）           | TBS系列 | ×                                    | ○                                    | 2014年4月5日 - 2017年3月25日 | 2015年度まで第1部、第2部は何れも○。 2016年度から第1部を×に変更。第2部のみ○。                                                                                            |
| 長野県        | 信越放送（SBC）           | TBS系列 | ○                                    | △                                    | 2014年4月5日 - 2017年3月25日 | 2014年7月26日まで第1部、第2部は何れも○。 同年8月から2016年3月までの第1部は△、 （「JNN NEWS」のみ単独番組扱いでネット）であり、 第2部は○であった。                       |
| 山形県        | テレビユー山形（TUY）     | TBS系列 | ×                                    | △                                    | 2014年4月5日 - 2017年3月25日 | 第2部は△（「JNN NEWS」のみ、単独番組扱い）。 2015年度までは第1部のみのネットで、△ （「JNN NEWS」のみ単独番組扱いでネット）であった。                                    |
| 新潟県        | 新潟放送（BSN）           | TBS系列 | ×                                    | △                                    | 2014年4月5日 - 2017年3月25日 | 2015年度までの第1部は△ （「JNN NEWS」のみ、単独番組扱いでネット）であった。 2016年度も当初は第2部は○だったが、 現在は第2部を△に変更（「JNN NEWS」のみ、単独番組扱い）。 |
| 長崎県        | 長崎放送（NBC）           | TBS系列 | ×                                    | △                                    | 2014年4月5日 - 2017年3月25日 | 第2部は△（「JNN NEWS」のみ、単独番組扱い）。 2015年度までは第1部のみのネットで、△ （「JNN NEWS」のみ単独番組扱いでネット）であった。                                    |
| 沖縄県        | 琉球放送（RBC）           | TBS系列 | ×                                    | △                                    | 2014年4月5日 - 2017年3月25日 | 第2部は△（「JNN NEWS」のみ、単独番組扱い）。 2015年度までは第1部のみのネットで、△ （「JNN NEWS」のみ単独番組扱いでネット）であった。                                    |

### 放送時間の変遷
| 期間     | 期間      | 放送時間（日本時間）      |
| -------- | --------- | ------------------------- |
| 2014.4.5 | 2016.3.26 | 土曜 5:45 - 7:30（105分） |
| 2016.4.2 | 2017.3.25 | 土曜 5:30 - 7:00（90分）  |

## JNN NEWS
第2部冒頭15分（6:00 - 6:15） は『JNN NEWS』を全国ネットで放送していた。JNN協定発動対象のため、JNN全28局でのネットが義務付けられていた。
『JNN NEWS』（第2期）の時代から本番組のスタジオから放送されており、キャスターも本番組の出演者（林・杉山、気象予報士の元井）が担当していた。『JNN NEWS』（第2期）の時代は通常とは別デザインの専用テロップ、オープニングテーマが用いられていた。
『ずばッと』時代はニュース終了時に「JNN NEWS END」と表示していたが、本番組では「END」は表示されなかった。

## 主なスタッフ
- 構成：渡邊健一、石川サトシ
- ナレーター：掛川裕彦、鈴木博紀、河内孝博
- TM：古閑敏真
- TD：飯橋俊昭、伊東修、江浦友樹
- カメラ：江浦友樹、飯橋俊昭、坂口良
- VE：佐藤公幸、野上正樹、宮本民雄、青木孝憲、石田伸夫
- 音声：松本康祐、石鍋邦広、尾崎宗弘、森田和博
- 照明：辻淳一、山本和宏
- 美術プロデューサー：杉浦仁
- 美術デザイン：中村嘉邦
- 美術制作：芳賀基広
- 装置：藤満達郎
- 操作：福井武士
- 電飾：佐々木勉、澤田稔
- ヘアメイク：菱沼佳子
- スタイリスト：永島絵里子、加藤優佳（毎週）、花井真理子、高野菜緒、佐久間彩子、高梨未希、水野秀彦（週替り）
- 音響効果：村上竜也
- 選曲：NSL
- 編集：エフエフ東放
- 編成：荒井麻理子
- 宣伝：小野明
- CG：前川貢
- TK：水田理佳子
- デスク：町井英洋
- 協力：フラジャイル、TBSビジョン
- 天気情報：岡田豪、渡辺正太郎、泉亮輔
- AD：山本修平、玉置春香、中島康介
- AP：齋藤美紀
- ディレクター：大橋純、奥山由子、嶋田尚子、洪川真一、政陽二、小笠原準二、田中優作、澤田浩一
- チーフディレクター：横田和也（以前はディレクター）
- 演出：森島邦夫
- プロデューサー：嶌暢大
- 制作：牧野雅之（以前はプロデューサー）
- 製作著作：TBS

### 歴代のスタッフ
- TM：今野修
- 美術プロデューサー：長谷川隆之
- 美術デザイン：中西忠司
- 美術制作：宗次宏光
- 装置：渡邊卓也
- スタイリスト：曽田和子、加藤みゆき、岡野陽子、千本松良枝
- 選曲：矢﨑裕行
- 編成：上田学、杉本篤
- 宣伝：樋口真佳
- 天気情報：櫻井勇也
- AD：大野竜騎、橋詰拓真、福島雄太、加藤洋輔、稲垣徳恵、髙野大地
- ディレクター：遠藤奏、山下明那、中澤望、岸本拓
- プロデューサー：宮尾毅、西川潤
- 制作：遊佐勝美、辻丸良明

## 関連番組
- あさチャン!（平日の姉妹番組）
- はやドキ!（平日4:00からのプレ番組）